# Kerstin Heinemann
Kerstin Gudrun Linnea Heinemann, född Vallbom 10 januari 1942 i Nora församling i Västmanlands län, är en svensk politiker (folkpartist), som var riksdagsledamot 1994–2006 (samt en kort period som ersättare 1980). Hon var 2002-2006 riksdagens andre vice talman.
Kestin Heinemann har under sin politiska karriär innehaft många olika poster. Hon har varit ombudsman, landstingspolitiker, ledamot i Folkpartiets partistyrelse, riksdagsledamot, vice gruppledare i riksdagen och andre vice talman.
Kerstin Heinemann har genom åren främst arbetat med sociala och sjukvårdsfrågor. Efter sin riksdagstid satt hon i Hälso- och sjukvårdens ansvarsnämnd samt i Hjälpmedelscentralens styrelse.